# GRAVES

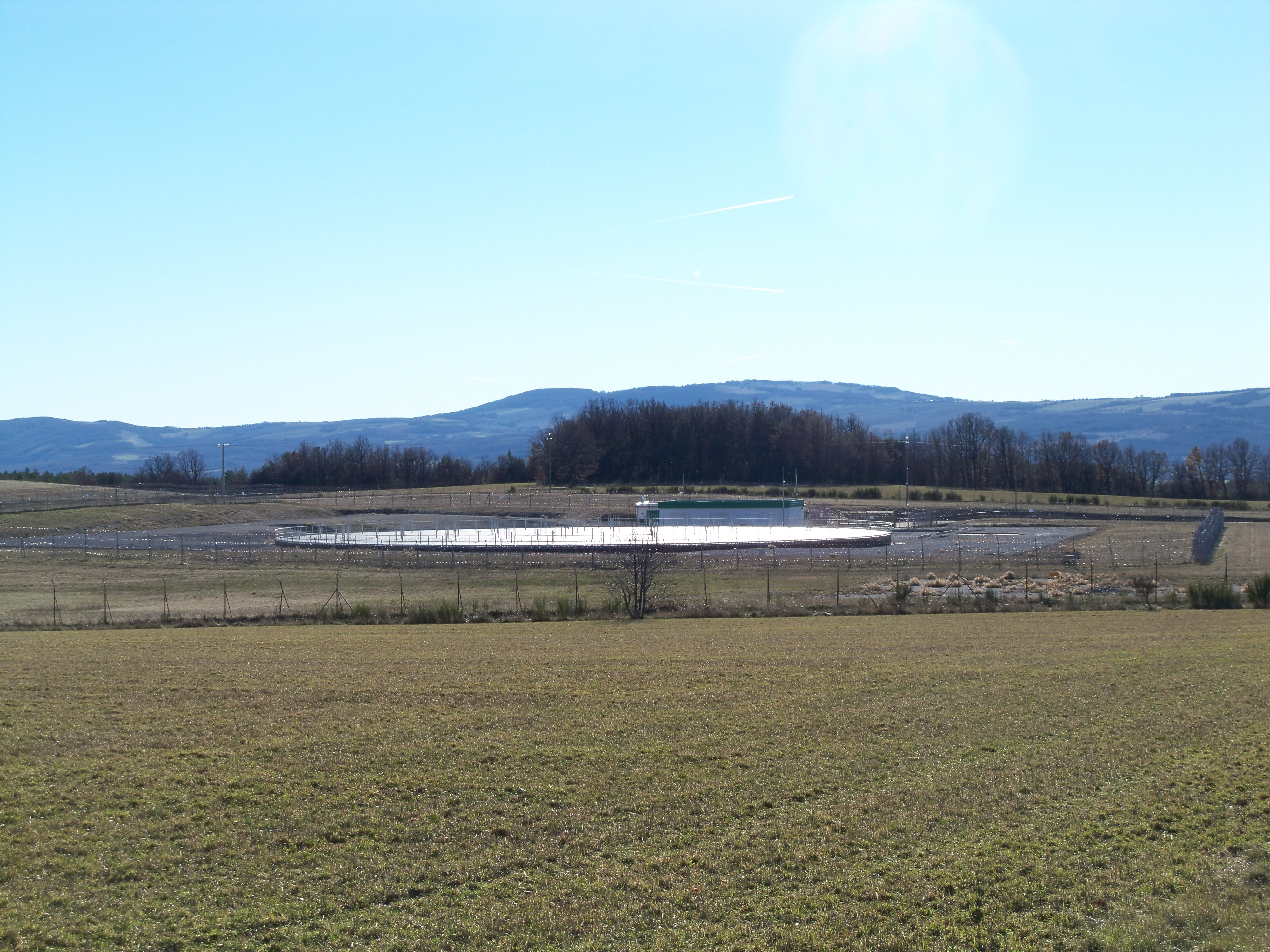
Empfangsstelle

GRAVES (französisch grand réseau adapté à la veille spatiale) ist ein französisches militärisches Radarsystem.
Es ist seit 2005 in Betrieb und dient der Bahnbestimmung von künstlichen Erdsatelliten. Der Sender bei Broye-Aubigney-Montseugny (47° 20′ 52,8″ N, 5° 30′ 54,4″ O) sendet auf einer Frequenz von 143,050 MHz, die Empfangsstation befindet sich 364 km südlich davon bei Revest-du-Bion (44° 4′ 17,4″ N, 5° 32′ 4,6″ O).
Das System wurde vom ONERA entwickelt und wird von der Armée de l’air betrieben.